# Боевая готовность

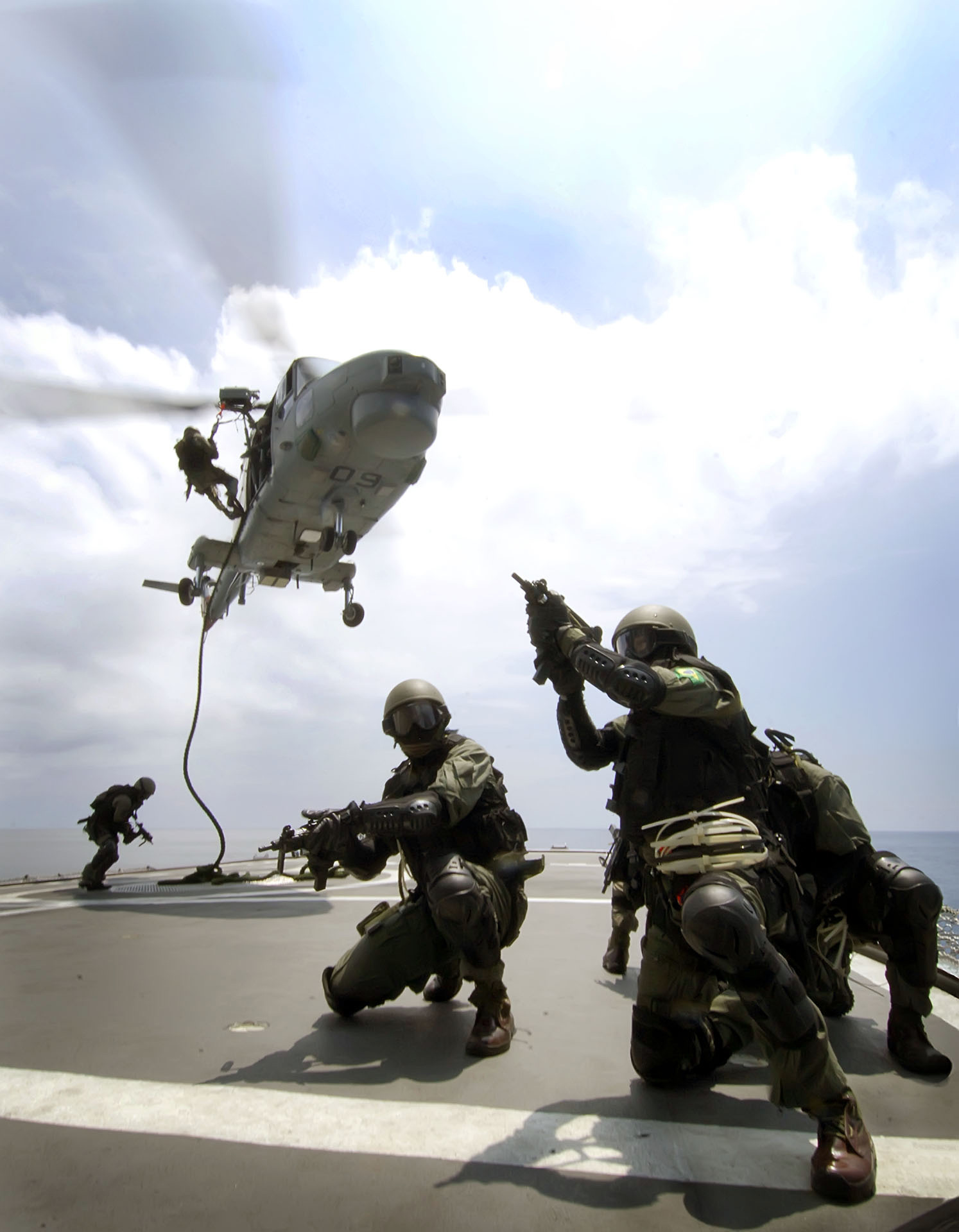
Демонстрация боеготовности военнослужащими ВС Бразилии

Боевая готовность — способность войск (вооружённых сил), конкретного военного формирования приступить к выполнению боевых задач в соответствии с их предназначением в заданные сроки.

## Факторы боевой готовности
Факторами влияющими на боевую готовность войск являются:
- Уровень боевой подготовки личного состава;
- Уровень морально-психологической подготовки военнослужащих;
- Подготовленность командиров и штабов к предстоящим боевым действиям;
- Техническое состояние штатной боевой техники и вооружения и его соответствие современным требованиям;
- Уровень укомплектованности формирований личным составом;
- Наличие материальных резервов любого плана для ведения боевых действий.

## Мероприятия для поддержания боевой готовности

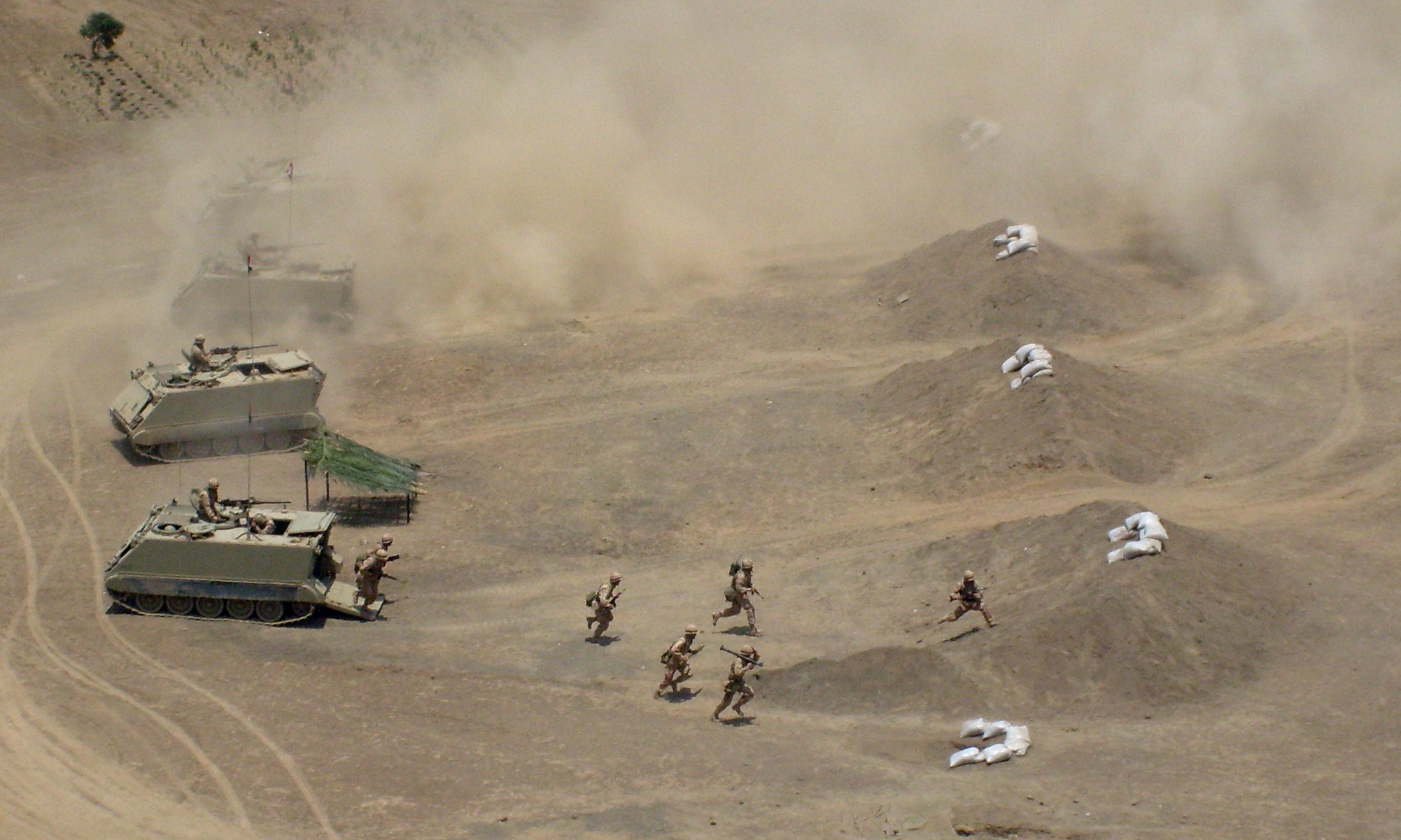
Тактическая подготовка.
Учения механизированной пехоты.
Перу, 2007 год

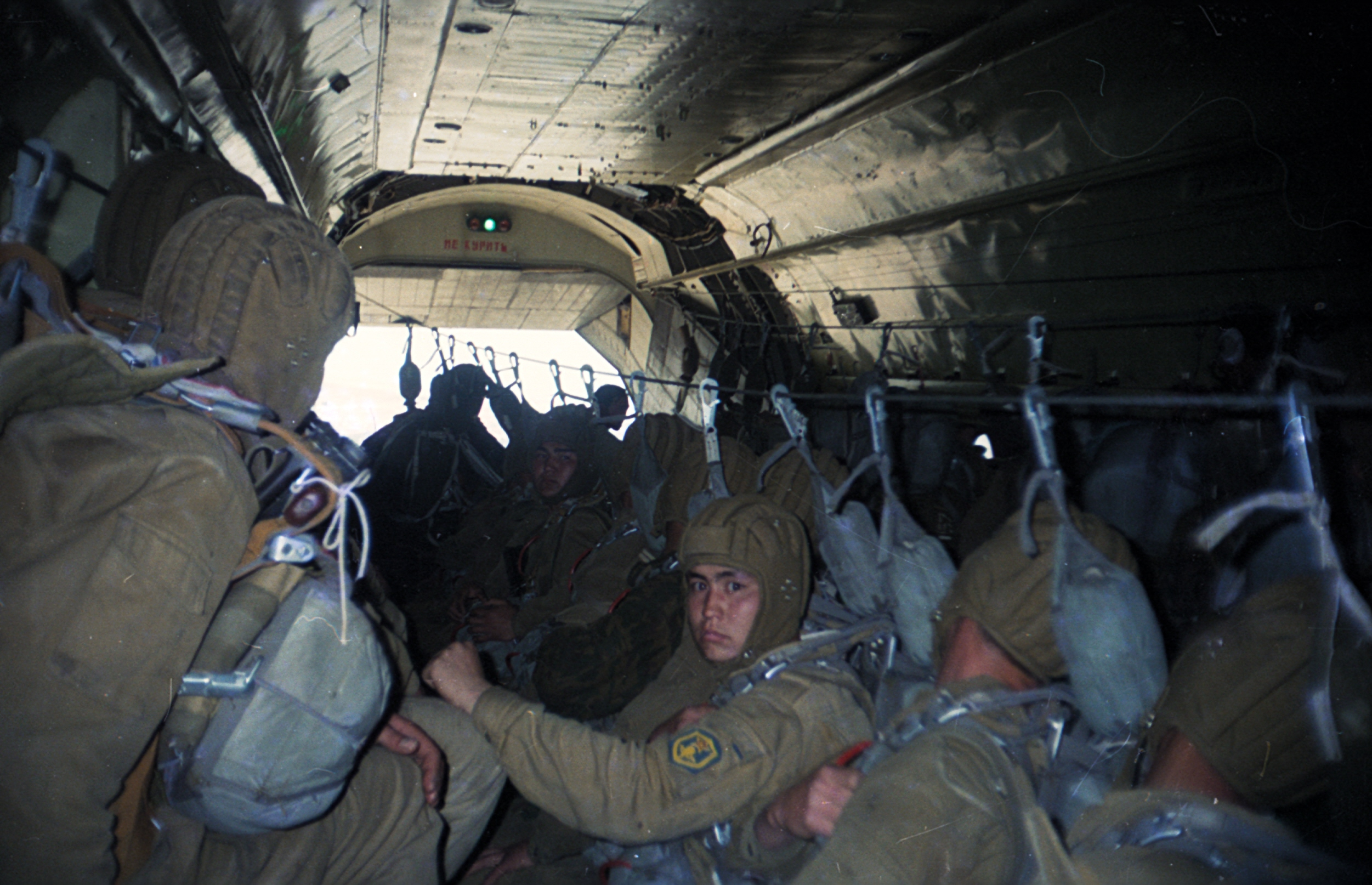
Воздушно-десантная подготовка. Солдаты готовятся к парашютному десантированию.
Казахстан, 1996 год

Ниже приводится список внутренних мероприятий в Вооружённых силах для поддержания боевой готовности:
- Постоянная боевая подготовка по всем её видам обучения:
  - Строевая подготовка;
  - Тактическая подготовка;
  - Физическая подготовка;
  - Огневая подготовка;
  - Инженерная подготовка;
  - Химическая подготовка;
  - И другие виды подготовки;
  - Занятия по боевому слаживанию.
- Проведение командно-штабных учений (оперативная подготовка);
- Проведение военных учений;
- Морально-психологическая воспитательная работа с личным составом;
- Социально-правовая работа с личным составом и профилактика правонарушений в воинской среде;
- Работа над мотивацией личного состава (финансовые поощрения и перспективы карьерного роста);
- Техническое обслуживание боевой техники и вооружений;
- Постоянный контроль органов контрразведки;
- Периодическое проведение строевых смотров воинских частей;
- Периодическая проверка боевой готовности соединений и воинских частей;
- Поддержание необходимого уровня материальных резервов любого плана для ведения боевых действий.

## Внешние условия влияющие на боевую готовность

Военные расходы в 2008. Чем темнее, тем выше доля военных расходов в ВВП страны.

Боевая готовность Вооружённых сил независимо от принадлежности к государству, зависит от следующих внешних факторов:
- Достаточное финансирование военного бюджета;
- Положительный образ Вооружённых сил в общественном сознании, с целью привлечения кандидатов на воинскую службу;
- Систематическое перевооружение войск современными типами вооружения и снаряжения;
- Экономические возможности государства вести длительные полномасштабные боевые действия;
- Возможности и состояние транспортной системы государства

## Степени боевой готовности
В вооружённых силах различных государств устанавливается собственный перечень степеней боевой готовности. Им соответствуют различные режимы функционирования подразделений и воинских частей — из которых они могут приступить к выполнению боевой задачи в определённые сроки, установленные в документальном порядке и закреплённые в служебных инструкциях каждому военнослужащему по занимаемой им должности. При каждой последующей степени боевой готовности, время необходимое к готовности вести боевые действия — сокращается. Высшая степень боевой готовности означает, что конкретное формирование готово немедленно приступить к ведению боевых действий.

К примеру, в ВС СССР существовало 4 степени боевой готовности:
1. Постоянная — представляла собой обычное повседневное функционирование воинских частей и соединений в мирное время, занятых боевой подготовкой и организацией непосредственного охранения, гарнизонной и караульной службы.
2. Повышенная — характеризуется следующими мероприятиями: полный сбор личного состава, доукомплектация личного состава, проверка состояния техники и вооружений, занятия по боевому слаживанию, подготовка к передислокации, подготовка материальных резервов и транспорта.
3. Военная опасность — мероприятия, проводимые после объявления боевой тревоги: выезд формирований в район сосредоточения, получение провизии и средств связи, боеприпасов и средств защиты, организация сторожевого охранения.
4. Полная — выдвижение войск на позиции, получение боевых задач, развёртывание огневых средств, организация комендантской службы и боевого охранения.

Наименования установленных степеней боевой готовности всегда указывались прописными буквами и не склонялись.
Практический смысл введения степеней боевой готовности имеет две причины:

1. Очерёдность мер по поэтапному развёртыванию войск, необходимое на развёртывание войск, мобилизацию военнообязанных, подготовку материальных резервов необходимых для ведения боевых действий, расконсервацию боевой техники и вооружения находящегося на складах и т. д..
2. В том что Вооружённые силы любого государства не в состоянии при любом изменении внешней или внутренней политической обстановки, держать в постоянном напряжении как личный состав, так и мобилизовать на это финансовые и материальные средства.

Срок приведения армии в боевую готовность складывается из времени, требующегося на мобилизацию (укомплектование), пополнение запасов провианта и боеприпасов, приведение материальной части в состояние необходимое для выполнения боевых приказов, а также из времени, даваемого части на окончательное устройство последней. Срок приведения войск в боеготовность зависит от того, в каком составе часть содержится в мирное время и откуда (издалека или из окрестных местностей) получает свои резервы.

## Специфика степеней боевой готовности для некоторых родов войск

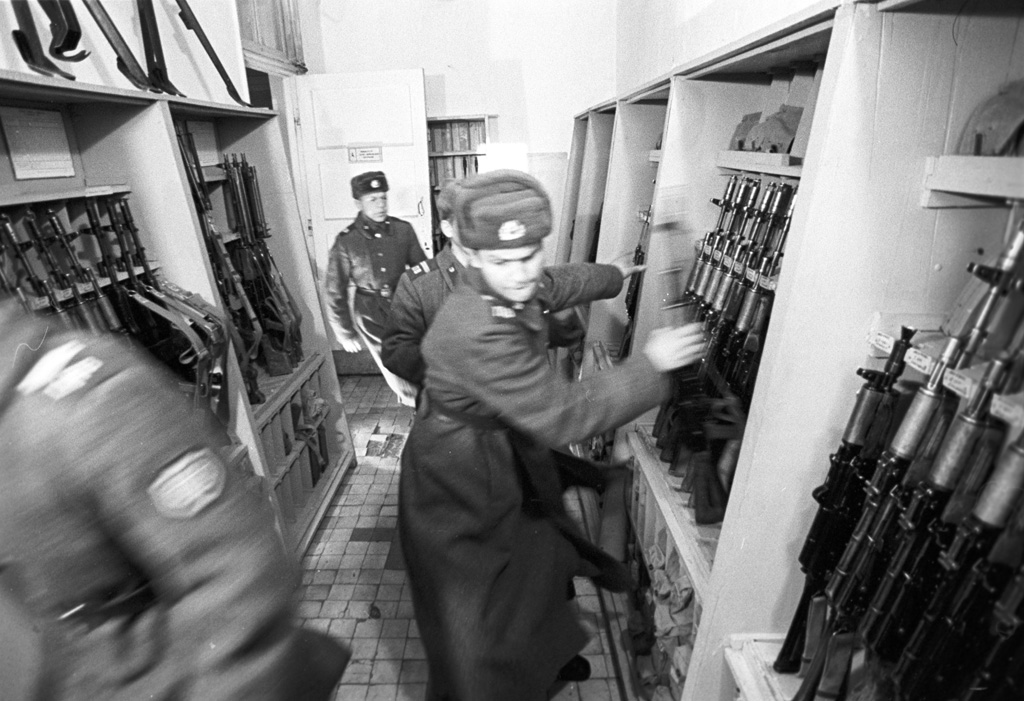
Объявление боевой тревоги на пограничной заставе ПВ КГБ СССР.
Казахская ССР, 1984 год

В современную эпоху, ввиду наличия у многих государств ОМП и средств доставки боеголовок дающие возможность внезапного масштабного применения способного в считанные минуты нанести непоправимый урон боевой единице, сухопутные части, авиация и флот должны быть постоянно готовы начать боевые действия. Для того, чтобы обеспечить это, в современных вооружённых силах практически всех государств мира предусматривается поддержание войск в степени постоянной боевой готовности, которая, в свою очередь, обеспечивается благодаря постоянной укомплектованности войск личным составом, вооружением, боеприпасами и прочих средств необходимых для скорейшего вступления в военные действия и выполнения боевых задач.

Но для обеспечения полной безопасности государства, для некоторых родов войск существуют особые степени боевой готовности, в которых периоды поэтапного развёртывания и сроки готовности к ведению боевых действий предельно сжаты, и для них фактически не предусмотрена градация по степеням боевой готовности — поскольку они постоянно находятся в полной боевой готовности:
- Войска противовоздушной обороны;
- Войска противоракетной обороны;
- Пограничные войска;
- Радиотехнические войска.

Перечисленные рода войск всегда готовы немедленно приступить к ведению боевых действий, по профилю решаемых ими боевых задач.
Применительно к флоту боеготовность определяется относительно к отдельному кораблю, соединению кораблей, объединению кораблей. Применительно к ВМФ СССР боеготовые корабли относились к «первой линии» и представляли собой технически исправные и укомплектованные корабли с полным экипажем, прошедшим обучение, тренировки, слаживание и сдавшим ряд учебных задач. Как правило, первая задача формулировалась как «организация несения службы на корабле», вторая охватывала одиночное плавание корабля, последующие задачи проверяли взаимодействие кораблей в составе соединения и применение оружия. Не относящиеся к «первой линии» корабли считались находящимися в «организационном периоде». Так как состав экипажа регулярно обновлялся из-за демобилизации матросов-срочников и повышения офицеров, то перволинейность экипажа требовалось регулярно подтверждать.

## Боевое дежурство
Высшей формой поддержания боевой готовности как в мирное, так и в военное время является боевое дежурство (БД). 

В мирное время к боевому дежурству относятся организация непосредственного охранения, гарнизонной и караульной службы. В военное время к этому подключается ещё и организация сторожевого и боевого охранения, а также комендантской службы по законодательному особому статусу описанному в законе о введении военного положения в государстве.
Практическое назначение боевого дежурства в мирное и военное время:
- Контроль за состоянием оперативной и тактической обстановки;
- Контроль за безопасностью военных объектов и военных городков (гарнизонная и караульная служба);
- Контроль за ситуацией в военных гарнизонах (комендантская служба);
- Контроль за передвижением военных транспортных средств и колонн (дорожно-комендантская служба);
- закрепление у военнослужащих навыков по бдительности, вырабатывание переносимости к длительным нагрузкам, умению принимать правильные решения в различных ситуациях согласно военным уставам и служебным инструкциям, приучение к ответственности за принимаемые решения.

К примеру должностными лицами выполняющими боевое дежурство в ВС СССР являлись:
- Оперативный дежурный
- Дежурный по гарнизону
- Дежурный по части
- Начальник караула
- Начальник патруля
- Дежурный помощник военного коменданта
- Дежурный по контрольно-пропускному пункту
- Дежурный по роте/батарее
- Дневальный

В воинской части также назначается дежурное подразделение (рота, взвод) на случай усиления караулов, срочного вызова при пожаре, стихийного бедствия и прочего.

## Понятие об элитных войсках

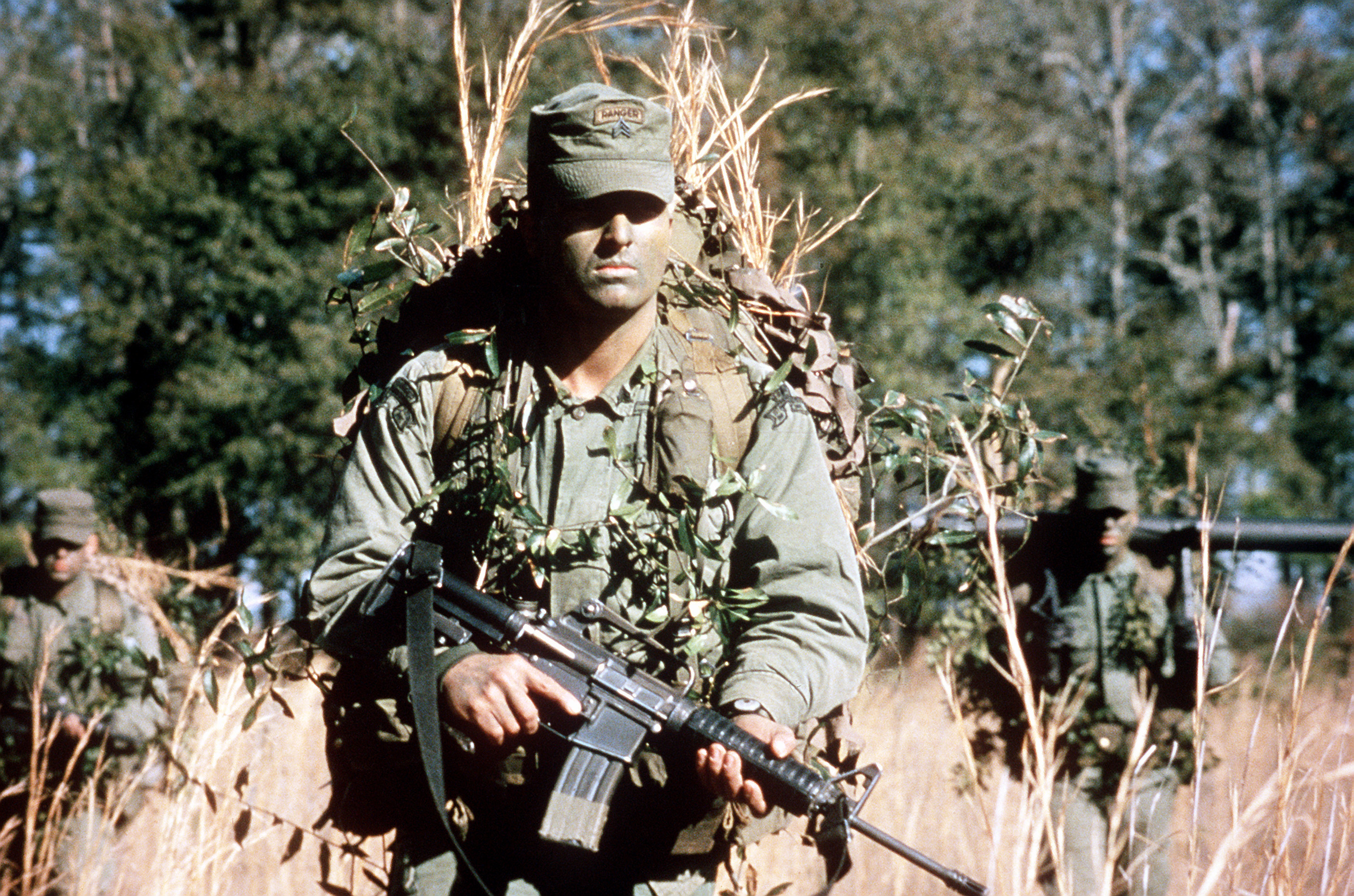
75-й полк рейнджеров на учениях.
США, 1986 год

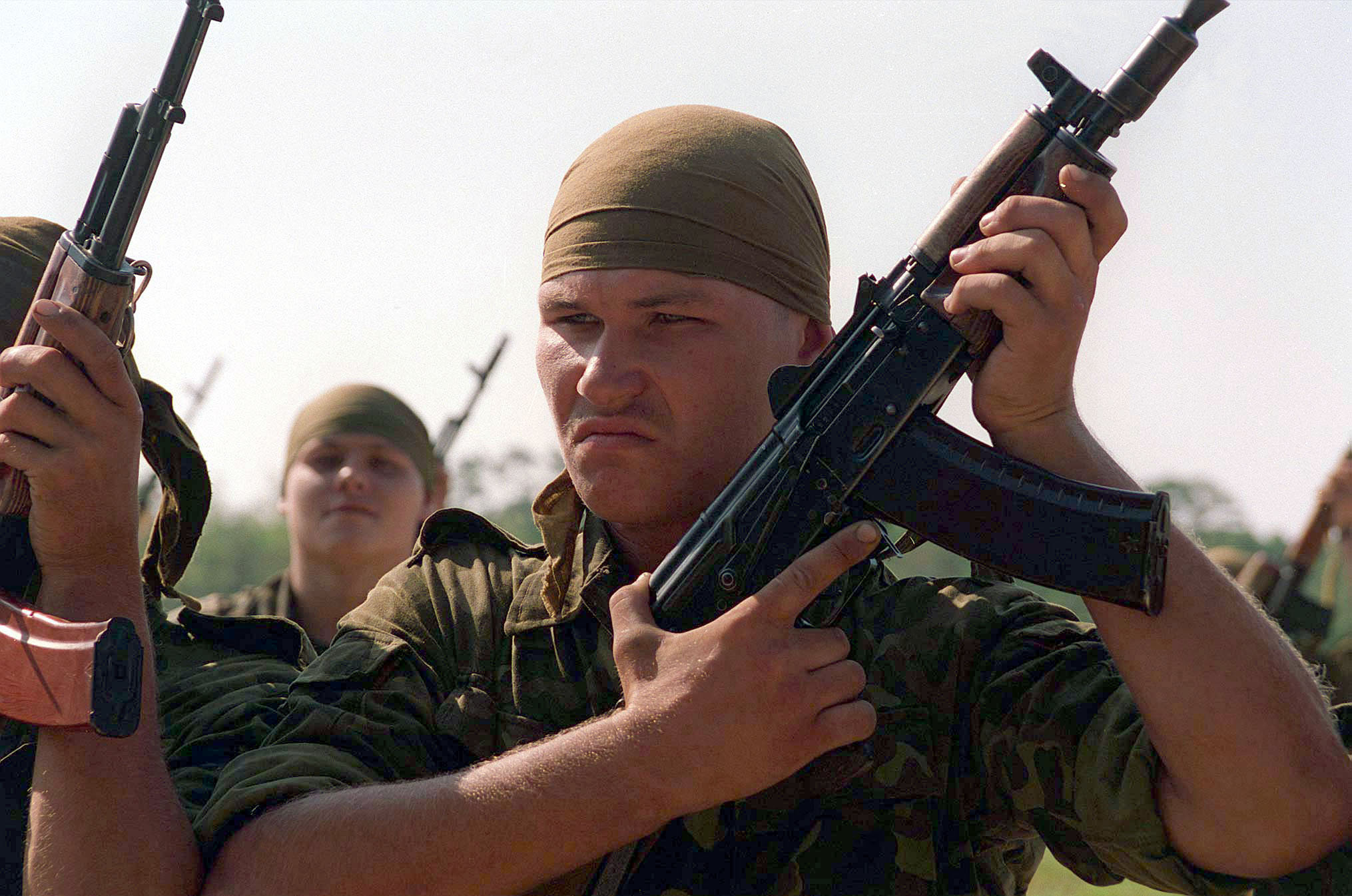
Военнослужащий морской пехоты.
Украина, 1996 год

С целью описать какие-либо войска как находящиеся в более высокой степени боеготовности по сравнению с остальными вооружёнными силами, в современной публицистике используется устойчивое словосочетание «элитные войска».

К элитным войскам принято относить:
- Воздушно-десантные войска;
- Морскую пехоту;
- Разведывательно-диверсионные формирования, к примеру:
  - 75-й полк рейнджеров,
  - 22-я отдельная бригада специального назначения
  - 45-я отдельная гвардейская бригада специального назначения и т. п.;
- Военные формирования охраны глав государств в некоторых государствах:
  - Республиканская гвардия Казахстана,
  - Республиканская гвардия Ирака и т. п.;
- Формирования палубной авиации;
- Формирования дальней авиации;
- Ракетные войска стратегического назначения;
- Формирования Подводного флота

Высокая боевая готовность подобных элитных войск обеспечивается дополнительным финансированием, полной укомплектованностью личного состава, насыщенной программой боевой подготовки, строгими требованиями к отбору кандидатов, морально-психологической подготовки личного состава и другими факторами.